# Наводнения в Непале (май 2012)
Непал пострадал от сильных наводнений в мае 2012 года. Потоки, предположительно, были вызваны водами реки Сети Гандаки, накопившимися вблизи истока, высоко над снежной линией, в дни дождя, а затем внезапно прорвавшимися. Наводнение было наиболее сильным в западной части страны. Особенно сильно пострадали две деревни, когда из-за оползня вода хлынула вниз по реке Сети. Согласно заявлениям официальных лиц камни, земля и другие обломки перекрыли реку и вызвали внезапное наводнение.

## Жертвы
По меньшей мере 26 человек погибли и 44 пропали без вести, в том числе три украинских туриста.

## Разрушения
По данным ООН, дома, храмы и общественные здания были полностью сметены наводнением в деревнях Харапани и Сардихола. Наводнение также затронуло город Покхара, где несколько человек были сметены вместе со своими домами и скотом. Во многих районах жители были отрезаны от источников питания и воды, а дороги были смыты. Также ущерб был нанесён урожаю и другой инфраструктуре.

## Реакция властей
Премьер-министр Непала Бабурам Бхаттараи прилетел в район бедствия 6 мая 2012 года и сообщил жителям деревни, что правительство отдало приоритет спасению и восстановлению. Он также объявил, что семья погибших получит 100 000 рупий (1 160 долл. США) в качестве неотложной помощи, а те, кто потерял свои дома, получат 25 000 рупий (300 долл. США).
Непальская армия и полиция участвовали в спасательных операциях в этом районе. Местная администрация в районе Каски выпустила предупреждение, призывающее людей держаться дальше от реки.